# Bélgica en los Juegos Paralímpicos de Arnhem 1980
Bélgica estuvo representada en los Juegos Paralímpicos de Arnhem 1980 por un total de 67 deportistas, 54 hombres y 13 mujeres.

## Medallistas
El equipo paralímpico belga obtuvo las siguientes medallas:
| Nombre                                                 | Deporte                    | Evento                                            |
| ------------------------------------------------------ | -------------------------- | ------------------------------------------------- |
| Oro                                                    |                            |                                                   |
| Achiel Braet                                           | Atletismo                  | Disco F masculino                                 |
| Achiel Braet                                           | Atletismo                  | Peso F masculino                                  |
| Alex Hermans                                           | Atletismo                  | Peso CP C masculino                               |
| Alex Hermans                                           | Atletismo                  | Salto de longitud CP C masculino                  |
| M. de Vlieghere                                        | Atletismo                  | Disco CP C masculino                              |
| M. de Vlieghere                                        | Atletismo                  | Jabalina CP C masculino                           |
| Remi Van Ophem                                         | Atletismo                  | Disco 3 masculino                                 |
| Paul Van Winkel                                        | Atletismo                  | Eslalon 3 masculino                               |
| M. de Meyer                                            | Atletismo                  | 100 m 5 masculino                                 |
| Marc de Vos                                            | Atletismo                  | 400 m 3 masculino                                 |
| Marc de Vos Remi Van Ophem Paul Van Winkel M. de Meyer | Atletismo                  | 4 × 100 m (2-5) masculino                         |
| Philip Wouters                                         | Tiro                       | Rifle de aire en posición tendida 1A-1C mixto     |
| Filip Bardoel Guy Grun Jozef Meysen                    | Tiro con arco              | Ronda doble FITA por equipos paraplejia masculino |
| Plata                                                  |                            |                                                   |
| Marie Coosemans                                        | Atletismo                  | 3000 m marcha A femenino                          |
| Marc de Vos                                            | Atletismo                  | 100 m 3 masculino                                 |
| Marc de Vos                                            | Atletismo                  | 200 m 3 masculino                                 |
| Achiel Braet                                           | Atletismo                  | Jabalina F masculino                              |
| M. de Vlieghere                                        | Atletismo                  | Peso CP C masculino                               |
| M. de Meyer                                            | Atletismo                  | Pentatlón 5 masculino                             |
| Equipo                                                 | Atletismo                  | 4 × 80 m CP D masculino                           |
| Equipo                                                 | Dartchery                  | Dobles clase abierta mixto                        |
| Philip Wouters                                         | Esgrima en silla de ruedas | Florete individual 1A mixto                       |
| E. Lauwers                                             | Natación                   | 50 m espalda CP C femenino                        |
| Philip Wouters                                         | Tiro                       | Rifle de aire de rodillas 1A-1C mixto             |
| Guy Grun                                               | Tiro con arco              | Doble ronda FITA paraplejia masculino             |
| Bronce                                                 |                            |                                                   |
| Annie Cornil                                           | Atletismo                  | Eslalon 3 femenino                                |
| P. Vermeulen                                           | Atletismo                  | Jabalina 5 femenino                               |
| Marc de Vos                                            | Atletismo                  | Jabalina 3 masculino                              |
| Marc de Vos                                            | Atletismo                  | Peso 3 masculino                                  |
| Mario de Baene                                         | Atletismo                  | Salto de longitud CP D masculino                  |
| Danny de Sutter                                        | Atletismo                  | Pentatlón B masculino                             |
| Freddy Matton                                          | Atletismo                  | 400 m B masculino                                 |
| Remi Van Ophem                                         | Atletismo                  | 1500 m 4 masculino                                |
| Ronny Waterbley                                        | Esgrima en silla de ruedas | Sable individual 4-5 masculino                    |
| Marcel Chollot                                         | Halterofilia               | –85 kg amputación masculino                       |
| E. Lauwers                                             | Natación                   | 50 m libre CP C femenino                          |
| Fr. Procatus                                           | Natación                   | 25 m braza 1B masculino                           |
| Pascal Cornelis                                        | Natación                   | 50 m espalda 2 masculino                          |
| Pascal Cornelis                                        | Natación                   | 50 m libre 2 masculino                            |
| Equipo                                                 | Natación                   | 3 × 100 m estilos CP D masculino                  |
| Jozef de Vriese Noel Van Dooren                        | Tenis de mesa              | Equipo D masculino                                |
| Jan Van Ballenberghe                                   | Tiro                       | Rifle de aire de rodillas 2-5 mixto               |